# سليم ويليامسون
سليم ويليامسون (بالإنجليزية: Slim Williamson)‏ هو مدير تنفيذي موسيقي ‏ أمريكي، ولد في 21 نوفمبر 1927، وتوفي في 25 ديسمبر 2013.